# سيمون دوغان
سيمون دوغان (بالإنجليزية: Simon Duggan)‏ هو مصور سينمائي نيوزيلندي، ولد في 13 مايو 1959 في ويلينغتون في نيوزيلندا.

## وصلات خارجية
- سيمون دوغان على موقع IMDb (الإنجليزية)
- سيمون دوغان على موقع ألو سيني (الفرنسية)
- سيمون دوغان على موقع أول موفي (الإنجليزية)
- سيمون دوغان على موقع قاعدة بيانات الأفلام السويدية (السويدية)
- سيمون دوغان على موقع قاعدة بيانات الفيلم (الإنجليزية)
- سيمون دوغان على موقع كينوبويسك (الروسية)